# Twilight sága: Rozbřesk – 2. část
Twilight sága: Rozbřesk – 2. část (anglicky The Twilight Saga: Breaking Dawn – Part 2, nebo také Breaking Dawn – Part 2 je pátá inscenace romanticko-fantastické série Twilight od americké autorky Stephenie Meyer. Režii se ujal Bill Condon (Gods and Monsters, 1998, Chicago, 2002 a Dream Girls, 2006) a ve Spojených státech měl film premiéru 16. listopadu 2012. Na 120 milionový rozpočet film vydělal více než 602 mil. dolarů.

## Děj
Bella se probudí po transformaci z člověka na upírku a není si vědoma jejího nového „nelidského“ stavu ani svých nových schopností, které získala. S Edwardem a jejich dcerou Renesmee nicméně začnou žít klidný nerušený život až do doby, kdy upírka Irina vyhodnotí, že Renesmee může mít katastrofální dopad a důsledky na vampirskou komunitu, načež doporučí Volturiovým, aby zlikvidovali tuto (potenciální) hrozbu dřív než bude naplněna. Cullenovi a jejich spojenci se připravují na bitvu – poslední rozhodující bitvu, která znamená vše. Podaří se rodině Cullenových uchránit jejich nově nabytou rodinnou idylku?

## Postavy a obsazení

### Hlavní role
|  | Robert Pattinson jako Edward Cullen  |  | Kristen Stewart jako Bella Cullen    |
|  | Taylor Lautner jako Jacob Black      |  | Mackenzie Foy jako Renesmee Cullen   |
|  | Ashley Greeneová jako Alice Cullen   |  | Maggie Grace jako Irina              |
|  | Michael Sheen jako Aro               |  | Peter Facinelli jako Carlisle Cullen |
|  | Elizabeth Reaserová jako Esme Cullen |  | Jackson Rathbone jako Jasper Hale    |
|  | Nikki Reedová jako Rosalie Hale      |  | Dakota Fanning jako Jane             |

### Vedlejší role
| Christopher Heyerdahl | Marcus          |
| Billy Burke           | Charlie Swan    |
| Lee Pace              | Garrett         |
| Masami Kosaka         | Toshi [Toši]    |
| Janelle Froehlichová  | Yvette          |
| Amadou Ly             | Henri           |
| Patrick Brennan       | Liam            |
| Bill Tangradi         | Randall         |
| Noel Fisher           | Vladimir        |
| Joe Anderson          | Alistair        |
| Cameron Bright        | Alec            |
| Angela Sarafyanová    | Tia             |
| Aldo Quintino         | amazonský upír  |
| Rami Malek            | Benjamin        |
| Booboo Stewart        | Seth Clearwater |
| Christian Camargo     | Eleazar         |

## Produkce
Film byl natáčen především ve státě Louisiana (Baton Rouge) a také v Kanadě (Vancouver) v období od listopadu 2010 po duben 2011.

## Ocenění

### Filmová kritika a recenze
- USA Today, Claudia Puig oznámkovala film  s poznámkou „There may never have been a movie whose quality mattered less than this final chapter of The Twilight Saga“.[3]
- The New York Times, Manohla Dargis okomentovala film „despite the slow start Mr. Condon closes the series in fine, smooth style. He gives fans all the lovely flowers, conditioned hair and lightly erotic, dreamy kisses they deserve“.[4]

### Hodnocení
- Twilight sága: Rozbřesk – 2. část má hodnocení 47 % „Rotten“ na Rotten Tomatoes
- Twilight sága: Rozbřesk – 2. část má hodnocení  na Allmovie (AMG).
- Twilight sága: Rozbřesk – 2. část má hodnocení 5.9/10 na IMDb.[5]
- Twilight sága: Rozbřesk – 2. část v Česko-Slovenské filmové databázi